# Nasekheperensekhmet
Nasekheperensekhmet est un vizir qui officie très probablement sous le règne du pharaon Psammétique Ier de la XXVIe dynastie.

## Biographie
Nasekheperensekhmet n'est connu que par une statue cube qui le représente. On sait que sa mère s'appelait Chepamontachepet et qu'il était également « prêtre d'Amon » et « gouverneur de la ville », en plus d'être « vizir ». Au cours de la XXVIe dynastie, il y avait deux vizirs en même temps, un pour le nord et un pour le sud du pays (respectivement la Basse-Égypte et la Haute-Égypte) ; puisque la statue a été trouvée à Saqqarah, il est probable que Nasekheperensekhmet est un vizir du nord. La tête de la statue est moderne, fabriquée en effet au cours du XVIIIe ou du XIXe siècle, lorsque de telles « restaurations » n'étaient pas rares. La statue est aujourd'hui exposée au Liebieghaus, à Francfort-sur-le-Main (Inv. no 1449).